# Lonely Together
A Lonely Together Avicii svéd DJ és Rita Ora brit énekesnő közös dala. 2017. augusztus 11-én jelent meg az Avīci (01) nevű EP-n. A dal egy feldolgozása november 17-én lett kiadva.

## Formátumok
Digitális letöltés
1. "Lonely Together" (ft. Rita Ora) – 3:01

Digitális letöltés – acoustic
1. "Lonely Together" (ft. Rita Ora) (acoustic) – 3:01

Digitális letöltés – remixek
1. "Lonely Together" (ft. Rita Ora) (Alan Walker remix) – 2:59
2. "Lonely Together" (ft. Rita Ora) (DJ Licious remix) – 3:04
3. "Lonely Together" (ft. Rita Ora) (Jaded remix) – 3:36
4. "Lonely Together" (ft. Rita Ora) (Dexter remix) – 3:03

## Helyezések
| Slágerlista                                   | Helyezések |
| --------------------------------------------- | ---------- |
| Ausztrália (ARIA)                             | 32         |
| Australia Dance (ARIA)                        | 2          |
| Ausztria (Ö3 Austria Top 40)                  | 18         |
| Belgium (Ultratop 50 Flanders)                | 36         |
| Belgium Dance (Ultratop Flanders)             | 3          |
| Belgium (Ultratop 50 Wallonia)                | 46         |
| Belgium Dance (Ultratop Wallonia)             | 11         |
| Kanada (Canadian Hot 100)                     | 55         |
| Croatia Foreign Airplay (HRT)                 | 25         |
| Csehország (Rádio Top 100)                    | 10         |
| Csehország (Singles Digitál Top 100)          | 8          |
| Dánia (Tracklisten Top 40)                    | 38         |
| Európa (Euro Digital Songs)                   | 8          |
| Franciaország (Single Top 100)                | 66         |
| Németország (Media Control Charts)            | 24         |
| Görögország (IFPI Greece)                     | 94         |
| Magyarország (Dance Top 40)                   | 11         |
| Magyarország (Rádiós Top 40)                  | 3          |
| Olaszország (FIMI)                            | 44         |
| Libanon (Lebanese Top 20)                     | 10         |
| Lettország (Latvijas Top 40)                  | 8          |
| Mexico Ingles Airplay (Billboard)             | 13         |
| Hollandia (Top 40)                            | 24         |
| Hollandia (Single Top 100)                    | 22         |
| Új-Zéland (Recorded Music NZ)                 | 34         |
| Norvégia (VG-lista)                           | 20         |
| Philippines (Philippine Hot 100)              | 55         |
| Lengyelország (Polish Airplay Top 20)         | 4          |
| Románia (Romanian Airplay 100)                | 56         |
| Skócia (Scottish Singles Top 40)              | 1          |
| Szlovákia (Rádio Top 100)                     | 92         |
| Szlovákia (Singles Digitál Top 100)           | 9          |
| Szlovénia (SloTop50)                          | 36         |
| Spanyolország (PROMUSICAE)                    | 63         |
| Svédország (Sverigetopplistan)                | 3          |
| Svájc (Schweizer Hitparade)                   | 22         |
| Egyesült Királyság (UK Singles Chart)         | 4          |
| Egyesült Királyság (UK Dance Chart)           | 1          |
| US Bubbling Under Hot 100 Singles (Billboard) | 18         |
| US Hot Dance/Electronic Songs (Billboard)     | 11         |
| Venezuela (Monitor Latino Anglo)              | 10         |

| Slágerlista                          | Helyezés |
| ------------------------------------ | -------- |
| Magyarország (Stream Top 40)         | 36       |
| Svédország (Sverigetopplistan)       | 45       |
| UK Singles (Official Charts Company) | 77       |

## Fordítás
Ez a szócikk részben vagy egészben  a   Lonely Together (Avicii song) című angol Wikipédia-szócikk fordításán alapul.  Az eredeti cikk szerkesztőit annak laptörténete sorolja fel. Ez a jelzés csupán a megfogalmazás eredetét és a szerzői jogokat jelzi, nem szolgál a cikkben szereplő információk forrásmegjelöléseként.